# Táigete

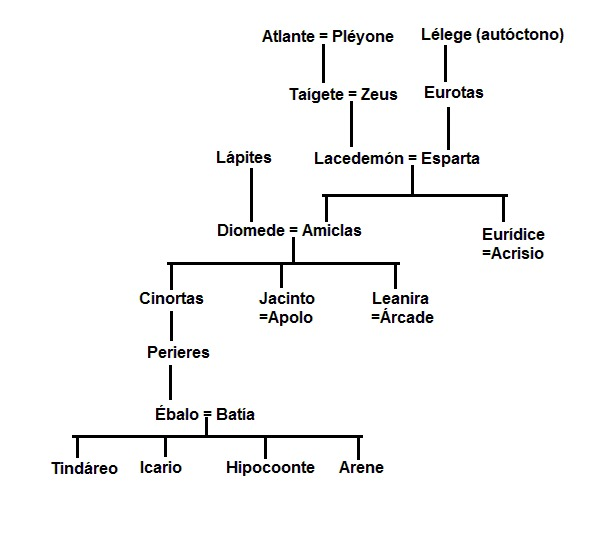
Descendencia de la Pléyade Taígete (Apolodoro, Biblioteca III, 10, 3)

En la mitología griega, Táigete, Taigete, Taígete o Téugete (en griego antiguo, Ταϋγέτη: Taygète) es una de las siete Pléyades, por lo tanto hija de Atlas y Pléyone. Táigete era la ninfa del monte epónimo, el Taigeto, en Laconia. Fue violada por Zeus, si bien al principio rehusó y pidió ayuda para escapar a su protectora, la diosa Artemisa. Como compañera de Artemisa, en su papel arcaico de potnia theron, "Señora de los animales", tiene sus probables raíces en la prehistoria.
Artemisa, para poder evitar los requerimientos de Zeus, la convirtió temporalmente en una cierva de cuernos de oro. Una vez retransformada en su estado de pléyade, logró capturar a la cierva de Cerinea, de pezuñas de bronce y cornamenta de oro, que Artemisa había intentado capturar para engancharla a su carro y había logrado escapar. En agradecimiento a su protectora, consagró la cierva a la diosa. Píndaro ya lo confirma cuando dice que «la cierva de cuernos dorados que antaño la ninfa Táigete consagrara a Artemisa Ortosia y en la frente marcara». No obstante, como postuló Kerényi, no es fácil diferenciar a Táigete como bestia divina, heroína cazadora del cortejo de Artemisa y diosa titánide.Virgilio dice que su aparición en los cielos marca el comienzo de la primavera, emergiendo de las ondas del río Océano.
Táigete terminó cediendo a Zeus en las riberas del río Eurotas, y juntos tuvieron un hijo: Lacedemón, héroe epónimo de Lacedemonia.Pausanias nos dice que en Amiclas se representaba el rapto de Táigete en un trono. En cambio, Plutarco narra una variante en la que Táigete era la esposa de Lacedemón, a veces nombrada como Esparta, epónima de la polis de Esparta. Hijo de ambos fue Hímero. En una variante rara, hasta se dice que Táigete es hija de Agenor.